# Esbjörn Svensson Trio
Esbjörn Svensson Trio – jazzowy zespół ze Szwecji, znany również jako e.s.t.
Powstał w 1993 roku. Oprócz Esbjörna Svenssona (fortepian), grupę tworzą: Dan Berglund (kontrabas) i Magnus Öström (perkusja). W 2004 roku e.s.t. otrzymało prestiżową Europejską Nagrodę Jazzową przyznawaną przez Austriacki Przemysł Muzyczny (AMO) pod auspicjami austriackiego ministra i departamentu kultury miasta Wiednia. W 2006 roku trio odwiedziło po raz kolejny Polskę, grając koncerty m.in. w Poznaniu i we Wrocławiu. Ostatnia wizyta e.s.t. w Polsce odbyła się w dniach 15–20.11.2007, jej celem była promocja płyty Tuesday Wonderland.
Esbjörn Svensson zginął 14 czerwca 2008 podczas wypadku podczas nurkowania ze swoim synem w okolicach Sztokholmu, miał 44 lata.
Od 2009 roku, basista grupy Dan Berglund kontynuuje karierę muzyczną z zespołem Tonbruket. Perkusista Magnus Öström również tworzy i nagrywa, czego efektem są albumy Thread Of Life (2011), Searching for Jupiter (2013), Parachute (2016) i A Room For Travellers (2023).

## Dyskografia
Albumy
| When Everyone Has Gone       | - Data: 1993 - Wydawca: Dragon Records            | –  | –   | –  | –  |
| E.S.T. Plays Monk            | - Data: 1996 - Wydawca: Prophone Records          | 41 | –   | –  | –  |
| Winter in Venice             | - Data: 1997 - Wydawca: Superstudio Gul           | 36 | –   | –  | –  |
| From Gagarin’s Point of View | - Data: 1999 - Wydawca: Superstudio Gul           | 24 | –   | –  | –  |
| Good Morning Susie Soho      | - Data: wrzesień 2000 - Wydawca: Superstudio Gul  | 15 | –   | –  | –  |
| Strange Place for Snow       | - Data: 4 czerwca 2002 - Wydawca: Superstudio Gul | 21 | –   | –  | –  |
| Seven Days of Falling        | - Data: 9 grudnia 2003 - Wydawca: Superstudio Gul | 7  | 70  | 98 | –  |
| Viaticum                     | - Data: 25 października 2005 - Wydawca: ACT       | 5  | 60  | 45 | –  |
| Tuesday Wonderland           | - Data: 25 września 2006 - Wydawca: ACT           | 11 | 90  | 62 | –  |
| Leucocyte                    | - Data: 30 września 2008 - Wydawca: ACT           | 2  | 59  | 34 | 83 |
| 301                          | - Data: 30 marca 2012 - Wydawca: ACT              | 16 | 196 | 53 | 88 |
| „–” album nie był notowany.  |                                                   |    |     |    |    |

Albumy koncertowe
| E.S.T. Live '95             | - Data: 1995 - Wydawca: Prophone Records    | –  | –   |
| Live in Hamburg             | - Data: 27 listopada 2007 - Wydawca: ACT    | 29 | 143 |
| Live in Gothenburg          | - Data: 25 października 2019 - Wydawca: ACT | –  | –   |
| „–” album nie był notowany. |                                             |    |     |

Kompilacje
| Tytuł                                   | Dane dot. albumu                        |
| --------------------------------------- | --------------------------------------- |
| Retrospective – The Very Best of E.S.T. | - Data: 25 września 2009 - Wydawca: ACT |

Albumy wideo
| Tytuł             | Dane dot. albumu                         |
| ----------------- | ---------------------------------------- |
| Live in Stockholm | - Data: 17 listopada 2003 - Wydawca: ACT |

Inne
| Tytuł           | Dane dot. albumu                            |
| --------------- | ------------------------------------------- |
| E.S.T. Symphony | - Data: 28 października 2016 - Wydawca: ACT |

## Nagrody i wyróżnienia
| Rok  | Kategoria        | Tytułem                      | Nagroda | Nota      | Źródło |
| ---- | ---------------- | ---------------------------- | ------- | --------- | ------ |
| 1998 | Jazz             | Winter in Venice             | Grammis | Laur      | [ 16 ] |
| 2000 | Årets jazz/blues | From Gagarin’s Point of View | Grammis | Nominacja | [ 17 ] |
| 2001 | Årets jazz/blues | Good Morning Susie Soho      | Grammis | Nominacja | [ 18 ] |
| 2003 | Årets jazz       | Strange Place for Snow       | Grammis | Nominacja | [ 19 ] |
| 2004 | Årets jazz       | Seven Days of Falling        | Grammis | Laur      | [ 20 ] |
| 2007 | Årets jazz       | Tuesday Wonderland           | Grammis | Laur      | [ 21 ] |
| 2013 | Årets jazz       | 301                          | Grammis | Nominacja | [ 22 ] |